# Renée and Renato
Renée and Renato war ein britisch-italienisches Gesangsduo. Es wurde Anfang der 1980er Jahre von dem Tenor Renato Pagliari und der Clubsängerin Hilary Lester gegründet. Mit der Single Save Your Love belegten die beiden zu Weihnachten 1982 Platz 1 der britischen Singlecharts.

## Werdegang
Pagliari (* 28. Juni 1940; † 29. Juli 2009) kam in Rom zur Welt. In seiner Heimat trat er als Tenor im Kabarett auf. Nach seiner Übersiedlung nach Großbritannien nahm er 1975 an dem Talentwettbewerb New Faces des britischen Fernsehsenders ITV teil. Mit seinem Auftritt zog er das Interesse des Songwriters Johnny Edward auf sich. Gemeinsam mit der Clubsängerin Hilary Lester, die er in den Winter Gardens in Margate (Kent) kennengelernt hatte, wurde die von Edwards und dessen Gattin Sue geschriebene Ballade Save Your Love eingespielt. Die Aufnahme stieg im Oktober 1982 in die britischen Charts ein und erreichte Platz 1, auf dem sie als Weihnachts-Nummer-eins-Hit vier Wochen blieb. Insgesamt wurde die Single mehr als eine halbe Million Mal verkauft. Lester wurde in dem zugehörigen Video durch ein Model ersetzt.
Mit der Nachfolgesingle Just One More Kiss konnten die beiden diesen Erfolg nicht mehr wiederholen. Ihre dritte Single Jesus Loves Us All verfehlte die Hitparaden. Danach gingen beide getrennte Wege.
Lester hatte sich zum Zeitpunkt dieses Erfolges bereits einer Band angeschlossen und zog sich später ins Privatleben zurück. Pagliari trat gelegentlich als Sänger im Restaurant seines Sohnes in Tamworth (Staffordshire) auf. In der Comedyshow Little and Large war er bei einem Gastauftritt zu sehen und sang später die Begleitmusik eines Werbespots für die Eiscreme Cornetto ein. Er starb im Juli 2009 im Alter von 69 Jahren nach Komplikationen bei der operativen Behandlung eines Gehirntumors im Good Hope Hospital, Sutton Coldfield.

## Diskografie

### Alben
- 1983: Just One …
- 1985: Wanting You
- 1988: Carousel of Love

### Singles
- 1982: Save Your Love
- 1983: Just One More Kiss
- 1983: Jesus Loves Us All
- 1983: Magic Night
- 1983: Save Tour Love
- 1983: Guarda tu amor
- 1984: Only You
- 1984: A Littla Bitta Me
- 1988: Are You Lonesome Tonight